# Крамолин
Крамолин (болг. Крамолин) — село в Болгарии. Находится в Габровской области, входит в общину Севлиево. Население составляет 509 человек.

## Политическая ситуация
В местном кметстве Крамолин, в состав которого входит Крамолин, должность кмета (старосты) исполняет Симеон Антонов Генов (независимый) по результатам выборов правления кметства.
Кмет (мэр) общины Севлиево — Йордан Георгиев Стойков (коалиция в составе 5 партий: Болгарская социал-демократия (БСД), Болгарская социалистическая партия (БСП), Движение за социальный гуманизм (ДСХ), Земледельческий союз Александра Стамболийского (ЗСАС), Политический клуб «Экогласность») по результатам выборов.